# Crkva sv. Petra i Pavla u Glušcima
Crkva sv. Petra i Pavla (Crkva Svetih apostola Petra i Pavla) pravoslavna je crkva u metkovskom prigradskom naselju Glušci. 
Prema predaji izgrađena je na mjestu stare grčke crkve. Građena je od 1929. do 1939. Uz crkvu se nalazi pravoslavno groblje i kuća za potrebe svećenika.